# Smaltyn
Smaltyn (lub smaltyt) – minerał z gromady arsenków; należy do minerałów rzadkich. Nazwa pochodzi od smalty, niebieskiego barwnika  otrzymywanego z tego minerału.

## Właściwości
- Wzór chemiczny: (Co, Ni)As3-2 arsenek kobaltu i niklu
- Pokrój: izometryczny, zbity, ziarnisty
- Barwa: cynowobiała, czarna, szara, stalowa, naloty
- Twardość w skali Mohsa: 5–6
- Rysa: czarna
- Połysk: metaliczny
- Łupliwość: niewyraźna
- Gęstość: 5,7–6,8
- Przełam: szorstki

Tworzy zazwyczaj drobne kryształy w postaci sześcianu, ośmiościanu, lub dwunastościanu, często wykazujące charakterystyczne prążkowanie. Jest kruchy, nieprzezroczysty. Wietrzejąc pokrywa się zwykle ciemnoszarym, matowym nalotem, a czasami purpurowoczerwonym kwiatem kobaltowym (erytryn) lub zielonym kwiatem niklowym (annabergit). Jest ogniwem pośrednim  pomiędzy chloantytem a skutterudytem. Niekiedy zawiera żelazo lub bizmut.

## Występowanie
Stanowi minerał utworów hydrotermalnych. Najczęściej występuje w żyłach kruszców: srebra, niklu, kobaltu, bizmutu i uranu. 
Miejsca występowania: Kanada – Cobalt, Ontario, Maroko – Bou Azzer, Irhtem, Zimbabwe, Demokratyczna Republika Konga – Katanga, Shaba, Niemcy – Annaberg, Scheeberg, Saksonia, Harz, Włochy – okolice Turynu, Sardynia, Elba, Norwegia – Skutterud, Hiszpania – Huelva
W Polsce – monoklina przedsudecka, Góry Izerskie, Góry Złote, rejon Lubina.

## Zastosowanie
- Stanowi podrzędną rudę kobaltu i niklu.
- Bywa stosowany do wyrobu niebieskiego barwnika.
- Interesuje kolekcjonerów. Najpiękniejsze kryształy (ponad 2 cm) pochodzą z Maroka, Niemiec i Norwegii.